# Wohnhaus Contrescarpe 27
Das Wohnhaus Contrescarpe 27 befindet sich in Bremen, Stadtteil Mitte, Ortsteil Ostertor, Contrescarpe 27. Es entstand um 1852.
Das Gebäude steht seit 1973 unter Bremer Denkmalschutz.

## Geschichte
Die Bremer Wallanlagen auf den Bremer Befestigungsanlagen entstanden von 1802 bis 1811, 1803 erfolgte deshalb der Ausbau der Straße Contrescarpe. Erste Häuser entstanden ab 1803 und ab 1850 weitere freistehende Häuser oder Doppelhäuser.

Das Landesamt für Denkmalpflege Bremen befand: „Die Contrescarpe zwischen Kohlhökerstraße und Hohenpfad vereinigt beispielhaft die unterschiedlichen Facetten großbürgerlicher Wohnkultur in Bremen im 19. Jahrhundert...“
Das dreigeschossige verputzte, bescheidene Haus mit Walmdach, Sockelgeschoss und einem Erker wurde um 1852 in der Epoche des Historismus im klassizistischen Stil für vermutlich den Kaufmann Carl Heinrich Wolde (1800–1887, Firma J. Schultze & Wolde) gebaut. Es ist als Einzeldenkmal Teil des Wohnhaus-Ensemble Contrescarpe inmitten anderer zumeist dreigeschossiger Wohnhäuser aus dem 19. Jahrhundert. Der Architekt oder Baumeister ist nicht bekannt.

Heute (2018) wird das Haus durch Büros genutzt.